# جهانشاه صمصام
جهانشاه خان صمصام بختیاری (۱۲۹۰–۱۳۵۵) استاندار و سناتور دوره پهلوی بود.
پدرش مرتضی‌قلی خان آخرین ایلخان بختیاری، پدربزرگش نجفقلی خان صمصام‌السلطنه رئیس‌الوزرای ایران در دورهٔ قاجار و مادرش خواهر اسماعیل خان صولت‌الدوله، آخرین ایلخان قشقایی بود.
جهانشاه خان در تهران و اروپا تحصیل کرد و در دهه بیست خورشیدی پس از پدرش فرماندار چهارمحال و بختیاری شد. در سال ۱۳۲۵ که بختیاری‌ها و قشقایی‌ها شورش کردند، برکنار شد اما دوباره در سال ۱۳۲۷ دعوت به کار و در پنجم اسفند آن سال فرماندار کل کردستان و سپس استاندار کرمانشاه شد (که کردستان و همدان نیز تابع آن بودند).
عملکرد او در استانداری کرمانشاه اعتراض‌هایی برانگیخت که کار به توضیح خواستن از وزیر کشور در مجلس کشید. در یک مورد، دستور داد روزنامه‌نگاری را در حالی که به او پس گردنی می‌زنند دور ساختمان استانداری بگردانند
پس از ازدواج محمدرضا شاه با ثریا بختیاری، جهانشاه خان استاندار کرمان و سپس خوزستان شد. اما اختلافات او با فرمانده لشکر خوزستان (سرلشکر روحانی) به برکناری‌اش انجامید. پس از چندی سناتور انتصابی شد اما بیش از یک دوره در مجلس سنا نماند و از آن پس خانه‌نشین و از لحاظ مالی سخت دچار مضیقه شد و. آنچه داشت، فروخت. سرانجام برایش مستمری تعیین کردند و بقیه عمر را به سختی زندگی می‌کرد. او مقام آجودانی شاه را نیز داشت.